# Cantó d'Aubanha Est
El cantó d'Aubanha Est és un cantó francès del departament de les Boques del Roine, situat al districte de Marsella. Té sis municipis i el cap es Aubanha.

## Municipis
- Aubanha
- Carnós de Provença
- Cassís
- Cojas dei Pins
- Gèma
- Ròcafòrt e la Bedola

| Data d'elecció                           | Identitat      | Partit          | Qualitat |
| ---------------------------------------- | -------------- | --------------- | -------- |
| 2004-                                    | Roland Giberti | UDF, després NC |          |
| les dades anteriors no són pas conegudes |                |                 |          |